# Gouvernement Imbroda VI
Melilla
de Castro 
Le gouvernement Imbroda VI (en espagnol : Sexto Gobierno Imbroda) est le gouvernement de Melilla depuis le 12 juillet 2023, sous la législature 2023-2027 de l'Assemblée.

## Historique
Ce gouvernement est dirigé par l'ancien président conservateur, Juan José Imbroda. Il est constitué et soutenu par le Parti populaire (PP). Seul, il dispose de 14 députés sur 25, soit 56 % des sièges de l'Assemblée.
Il est formé à la suite des élections du 28 mai 2023.
Il succède donc au gouvernement de coalition d'Eduardo de Castro, constitué de la Coalition pour Melilla (CpM), du Parti socialiste ouvrier espagnol (PSOE) et de Castro, en qualité d'indépendant après avoir été expulsé de Ciudadanos.

### Formation
Lors des élections, le Parti populaire remporte un siège de plus que la majorité absolue à l'Assemblée de Melilla, après avoir recueilli 52,7 % des suffrages exprimés et près de 15 500 voix. Cette victoire marque le retour au pouvoir de Juan José Imbroda, qui l'a déjà exercé entre 2000 et 2019, et qui avait remporté à la majorité relative le scrutin de 2019.
Lors de la séance d'installation de la nouvelle Assemblée, le 7 juillet suivant, Juan José Imbroda est le seul candidat à la présidence de la ville autonome et de l'institution parlementaire. Il est élu par 14 voix pour, 7 voix contre et 4 abstentions, celles des deux députés de Vox, du député de Somos Melilla et d'une députée de CpM. Il entre en fonction dès le lendemain, après avoir été formellement nommé président de Melilla par décret publié au Bulletin officiel de l'État (BOE). Il prête serment quelques heures plus tard.
La composition du nouvel exécutif, qui comprend huit conseillers, dont trois ont le titre de vice-président, est dévoilée le 10 juillet, jour où sont également publiés les différents décrets de nomination. Les membres du gouvernement local prêtent serment le lendemain.

## Composition
| Poste | Titulaire | Titulaire                               | Parti |
| --- | --------- | --------------------------------------- | ----- |
| Président |           | Juan José Imbroda Ortiz                 | PP    |
| Premier vice-président Conseiller à l'Économie, au Commerce, à l'Innovation technologique, au Tourisme et à l'Équipement |           | Miguel Marín Cobos                      | PP    |
| Deuxième vice-président Conseiller à l'Environnement et à la Nature                                                      |           | Manuel Ángel Quevedo Mateos             | PP    |
| Troisième vice-président Conseiller à la Sécurité publique                                                               |           | Daniel Ventura Rizo                     | PP    |
| Conseillère à la Culture, au Patrimoine culturel et aux Personnes âgées Porte-parole du gouvernement                     |           | Fadela Mohatar Maanan                   | PP    |
| Conseiller aux Finances                                                                                                  |           | Daniel Conesa Mínguez                   | PP    |
| Conseillère à la Présidence, aux Administrations publiques et à l'Égalité                                                |           | Marta Victoria Fernández de Castro Ruiz | PP    |
| Conseillère aux Politiques sociales et à la Santé publique                                                               |           | Randa Mohamed El Aoula                  | PP    |
| Conseiller à l'Éducation, à la Jeunesse et aux Sports                                                                    |           | Miguel Ángel Fernández Bonnemaisón      | PP    |